# Boone Jenner
Boone Jenner (* 15. Juni 1993 in London, Ontario) ist ein kanadischer Eishockeyspieler, der seit März 2012 bei den Columbus Blue Jackets aus der National Hockey League unter Vertrag steht und das Team seit Oktober 2021 als Mannschaftskapitän anführt. Mit der kanadischen Nationalmannschaft gewann der Center die Goldmedaille bei der Weltmeisterschaft 2016.

## Karriere
Jenner begann seine Karriere bei den Elgin-Middlesex Chiefs in den Midget-Ligen der Provinz Ontario. Dort gelangen ihm in seiner Abschlusssaison als Mannschaftskapitän 103 Scorerpunkte in 54 Spielen.
Nachdem ihn die Oshawa Generals aus der Ontario Hockey League in der OHL Priority Selection 2009 an vierter Gesamtposition ausgewählt hatten, debütierte Boone Jenner in der Saison 2009/10 in der höchsten Juniorenliga der Provinz. Mit 49 Punkten war er am Ende der Saison zweitbester Rookie-Scorer der Liga und wurde ins First All-Rookie Team der OHL gewählt. In der folgenden Saison übertraf er erstmals die Marke von einem Punkt pro Spiel und zog mit Oshawa in die Play-offs ein. Gleichzeitig wurde er zum CHL Top Prospects Game eingeladen. Im NHL Entry Draft 2011 wurde Jenner in der zweiten Runde an insgesamt 37. Position von den Columbus Blue Jackets ausgewählt.
Zur Saison 2011/12 ernannten ihn die Generals er nach dem Abgang von Calvin de Haan zum Mannschaftskapitän. Nach dem Ausscheiden aus den OHL-Play-offs unterzeichnete der Center einen Einstiegsvertrag über drei Jahre mit den Blue Jackets und spielte die verbleibenden fünf Spiele in der regulären Saison bei deren Farmteam, den Springfield Falcons, in der American Hockey League. Dabei erzielte er am 14. April 2012 sein erstes Profitor beim Spiel gegen die St. John’s IceCaps. In der folgenden Saison erreichte er mit 45 Toren und insgesamt 82 Punkten aus 56 Spielen persönliche Bestmarken in der OHL und wurde ins Third All-Star Team gewählt. Gleichzeitig war er Topscorer seiner Mannschaft und drittbester Torschütze der Liga.
Boone Jenner gilt aufgrund seiner körperlichen Voraussetzungen, seiner hohen Arbeitsmoral und seiner physischen Spielweise als Power Forward.
Zur Saison 2021/22 wurde Jenner vor seiner neunten Spielzeit in Columbus zum neuen Mannschaftskapitän der Blue Jackets ernannt, wobei er die Nachfolge von Nick Foligno antrat. Während der Saison 2023/24 bestritt er seine 675. Partie im Trikot der Blue Jackets und ist seither deren Rekordspieler, wobei er Rick Nash (674) überholte.

### International
International vertrat Jenner die Auswahl seiner Heimatprovinz Ontario als Mannschaftskapitän bei der World U-17 Hockey Challenge 2010 und führte das Team zur Silbermedaille. Im gleichen Jahr stand er zudem erstmals für Kanada beim Ivan Hlinka Memorial Tournament auf dem Eis und gewann mit der U18-Mannschaft die Goldmedaille. Bei der U20-Junioren-Weltmeisterschaft 2012 gewann Jenner mit Kanada die Bronzemedaille, war aber nach einem Stockstich (spearing) im Halbfinale gegen den Russen Jewgeni Kusnezow im entscheidenden Spiel um Platz drei gesperrt. Vor der U20-Junioren-Weltmeisterschaft 2013 stand Jenner erneut im Kader der kanadischen Auswahl, erhielt aber nach einem unerlaubten Bodycheck im letzten Vorbereitungsspiel gegen Schweden erneut eine Sperre über drei Spiele von der IIHF. Nach Ablauf seiner Sperre absolvierte er drei Spiele und erreichte mit der Mannschaft den vierten Platz.
Bei der Weltmeisterschaft 2016 debütierte Jenner in der A-Nationalmannschaft seines Heimatlandes und gewann mit dem Team prompt die Goldmedaille.

## Erfolge und Auszeichnungen
- 2010 OHL First All-Rookie Team
- 2011 CHL Top Prospects Game
- 2013 OHL Third All-Star Team
- 2024 Teilnahme am NHL All-Star Game

### International
- 2010 Silbermedaille bei der World U-17 Hockey Challenge
- 2010 Goldmedaille beim Ivan Hlinka Memorial Tournament
- 2012 Bronzemedaille bei der U20-Junioren-Weltmeisterschaft
- 2016 Goldmedaille bei der Weltmeisterschaft

## Karrierestatistik
Stand: Ende der Saison 2024/25

### International
Vertrat Kanada bei:
| - World U-17 Hockey Challenge 2010 - Ivan Hlinka Memorial Tournament 2010 - U20-Junioren-Weltmeisterschaft 2012 | - U20-Junioren-Weltmeisterschaft 2013 - Weltmeisterschaft 2016 |

(Legende zur Spielerstatistik: Sp oder GP = absolvierte Spiele; T oder G = erzielte Tore; V oder A = erzielte Assists; Pkt oder Pts = erzielte Scorerpunkte; SM oder PIM = erhaltene Strafminuten; +/− = Plus/Minus-Bilanz; PP = erzielte Überzahltore; SH = erzielte Unterzahltore; GW = erzielte Siegtore; 1 Play-downs/Relegation; Kursiv: Statistik nicht vollständig)

## Persönliches
Sein Onkel Billy Carroll war ebenfalls in der NHL aktiv und gewann in den 1980er Jahren vier Stanley Cups.